# Edificio Gridley
L'Edificio Gridley è un edificio storico della città di Syracuse nello Stato di New York.

## Storia
L'edificio venne progettato da Horatio Nelson White e venne realizzato nel 1867 di fianco al canale Erie, oggi l'Erie Boulevard.

## Descrizione
Si affaccia su Clinton Square e Hanover Square. Il palazzo è attiguo a un altro edificio d'interesse storico, l'Edificio della Gere Bank, mentre era separato dal canale Erie, oggi un'arteria stradale, dall'Edificio della Syracuse Savings Bank.

## Galleria d'immagini

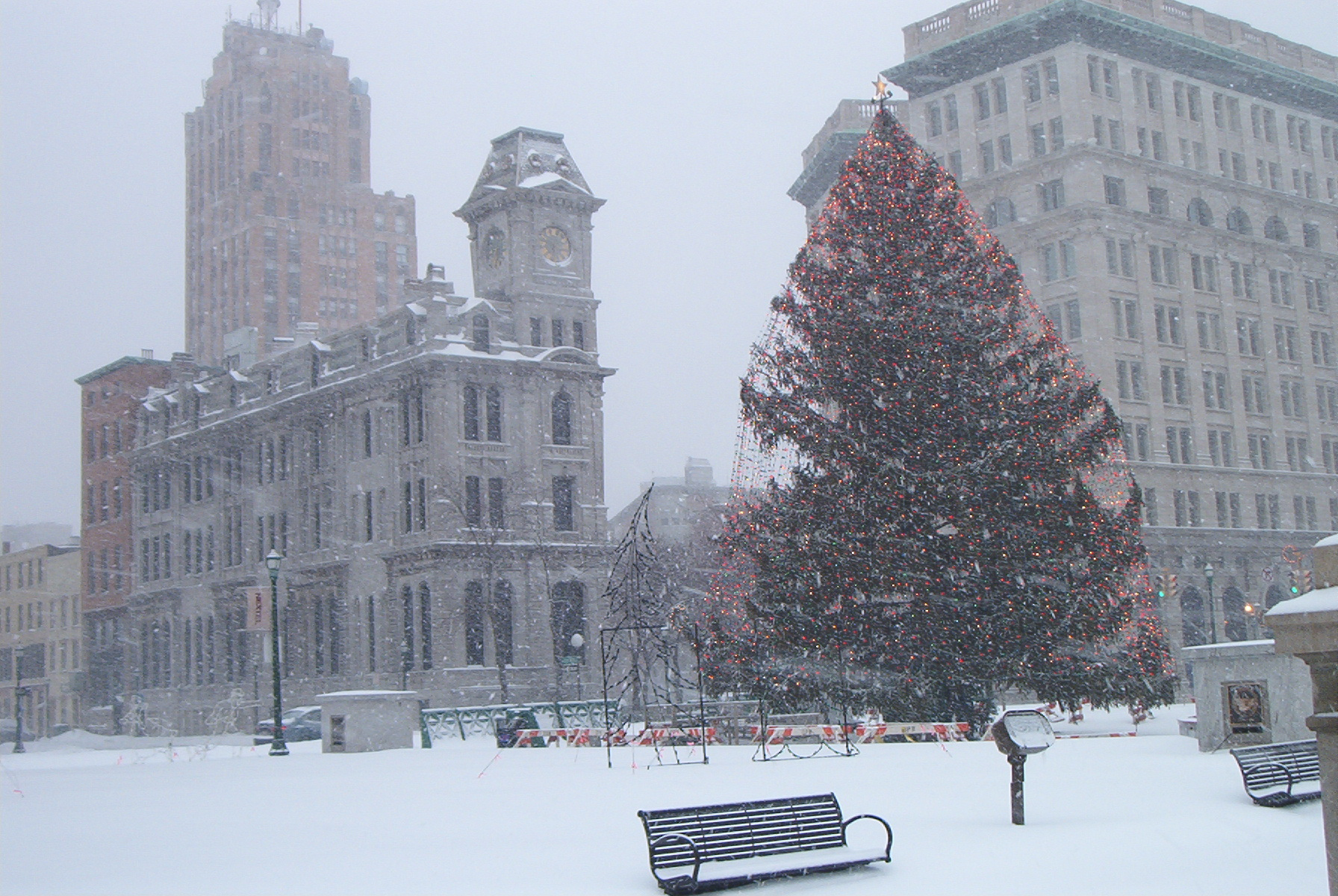
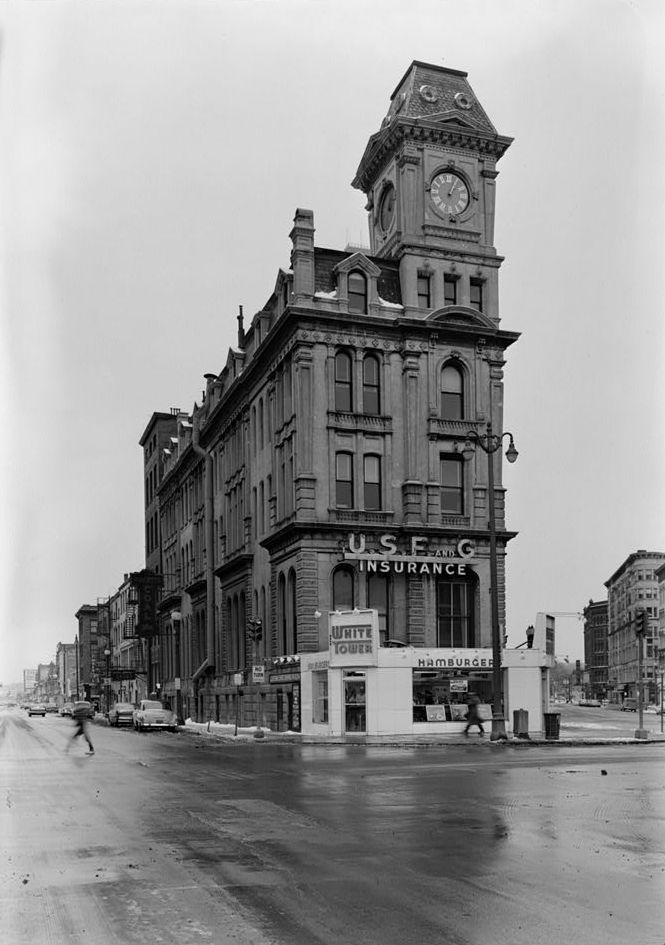
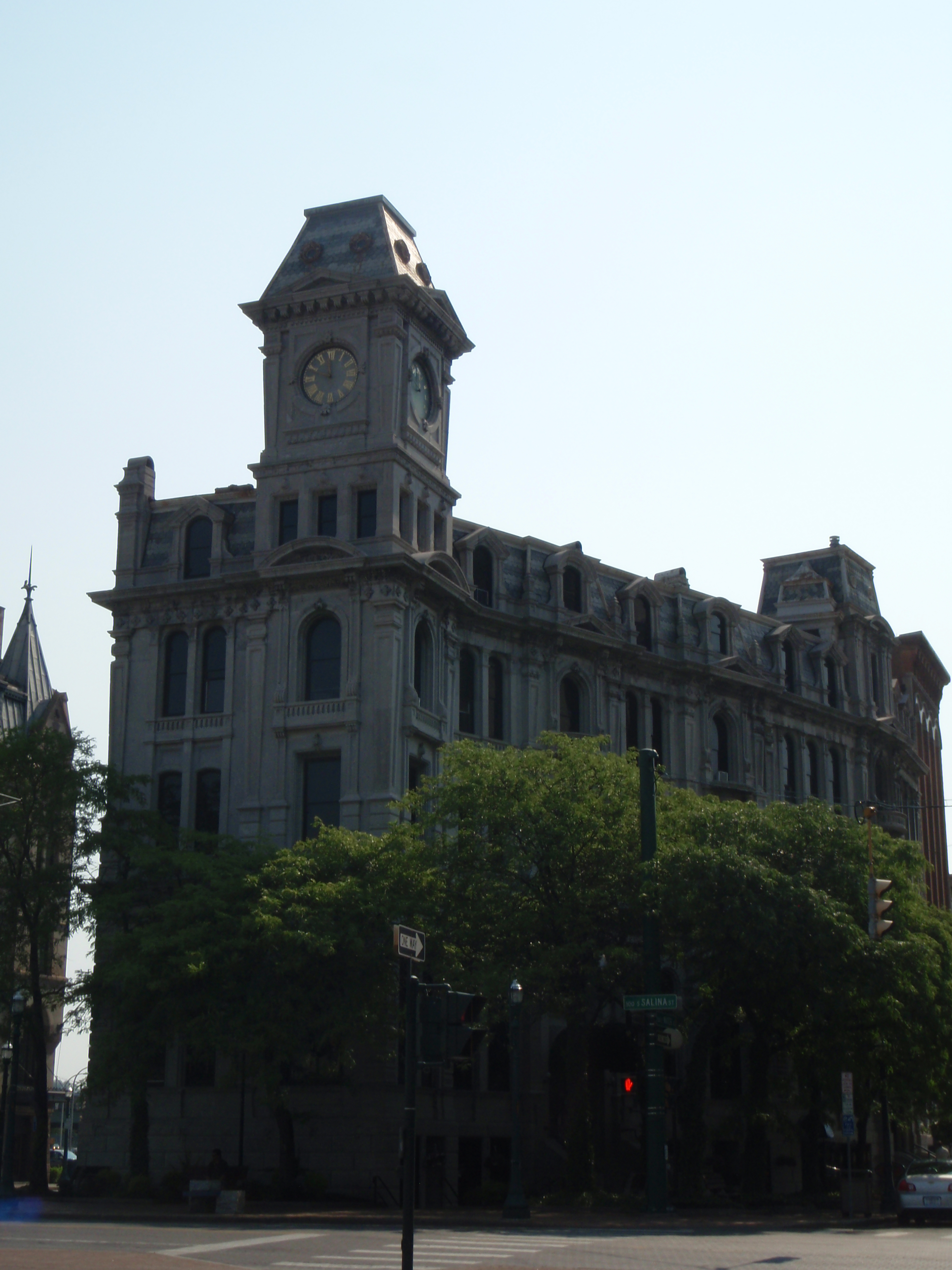